# Aori Nishimura
Aori Nishimura (japonês: 西村 碧莉, Hepburn: Nishimura Aori, Tóquio, 31 de julho de 2001) é uma skatista japonesa. Ela foi uma das representantes do Japão nos Jogos Olímpicos de Verão de 2020.

## Carreira
Nishimura começou a praticar skate na sua cidade-natal, Tóquio, aos sete anos de idade em 2008 e fez sua estreia como profissional quando estava na quinta série em um torneio organizado pela Japan Skating Federation. Em 2017, ela venceu o Campeonato Japonês de Skate. Além disso, foi a primeira atleta japonesa a vencer o evento de X Games realizado em Minneapolis.
Em janeiro de 2019, no Rio de Janeiro, foi condecorada campeã mundial de skate no concurso organizado conjuntamente pela World Skate e Street League Skateboarding (SLS). Nishimura superou a favorita, a brasileira Letícia Bufoni, que conquistou a medalha de prata. Ela aparece como uma das personagens jogáveis do Tony Hawk's Pro Skater 1 + 2.